# Nicki Minaj
Onika Tanya Maraj-Petty (Port of Spain, 8 december 1982), beter bekend als Nicki Minaj, is een Trinidadiaans-Amerikaanse rapper, zangeres, songwriter, actrice en model.
In november 2010 bracht Minaj haar debuutalbum Pink Friday uit. Het album kwam op de tweede plaats van de Amerikaanse hitlijsten binnen en behaalde in de Verenigde Staten de platinastatus. In april 2012 kwam haar tweede album Pink Friday: Roman Reloaded uit. Dit album bereikte de eerste plaats van de Amerikaanse hitlijsten. In november 2012 verscheen de heruitgave, getiteld Pink Friday Roman Reloaded – The Re-Up.
In 2012 verleende ze haar stem voor de film Ice Age 4: Continental Drift en was ze eveneens een van de zangers van de titelsong. Minaj bracht haar derde studioalbum The Pinkprint uit in december 2014. Haar vierde album Queen verscheen in 2018.

## Jeugd
Minaj werd geboren in Saint James, een buitenwijk van Port of Spain in Trinidad en Tobago. Ze is van Indo-Trinidadiaanse en Afro-Trinidadiaanse afkomst. Ze woonde in Saint James bij haar grootmoeder tot ze vijf jaar was, omdat haar ouders in die periode een woning zochten in het New Yorkse Queens. Minaj' moeder kwam regelmatig op bezoek totdat Minaj verhuisde naar Queens en zich bij haar ouders voegde.

## Muziekcarrière

### 2007-2009: begin van carrière
Nicki Minaj bracht haar eerste mixtape uit in 2007, getiteld Playtime Is Over met Dirty Money Records. In juli 2008 bracht ze een tweede uit, getiteld Sucka Free, bij het label van Be. Haar derde mixtape werd op 18 april 2009 uitgebracht en kwam in XXL magazine te staan. Haar laatste mixtape, Beam Me Up Scotty, werd in de loop van april 2009 uitgebracht bij het Trapaholics Record label. Deze ontving positieve feedback van onder andere BET en MTV.

### 2010-2011: Pink Friday
Na een grote onderhandelingsstrijd tussen verscheidene platenlabels, sloot Minaj uiteindelijk een contract met Young Money Entertainment. Haar eerste album Pink Friday kwam op 19 oktober 2010 uit. Op dit album wordt meegewerkt door onder meer Rihanna, Natasha Bedingfield, Will.I.Am, Eminem en Kanye West.

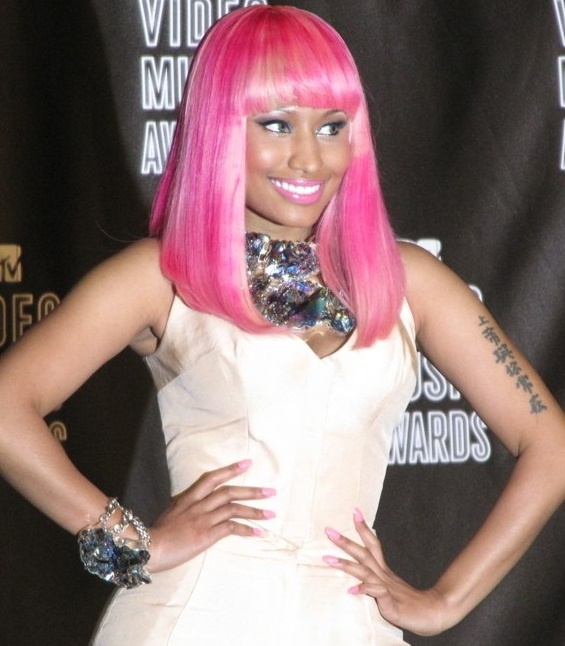
Nicki Minaj in 2010 bij de MTV Video Music Awards

Minaj werd de eerste vrouwelijke rapster die werd opgenomen in MTV's Hottest MCs in the Game, een lijst met de beste Hiphop artiesten van het jaar. Ze was ook de eerste vrouw die 7 nummers tegelijk in de Billboard Hot 100 genoteerd stond.
De eerste officiële single van Pink Friday was Your Love. Het klom omhoog op de Amerikaanse Billboard Hot 100 hitlijst maar bleef steken op nummer 14. Minaj produceerde hierna een gezamenlijke single met The Black Eyed Peas-lid Will.i.am getiteld Check It Out. Right Thru Me werd Minaj' vierde single. Haar vijfde single werd Moment 4 Life met de Canadese rapper Drake. Eind april kwam er een remix van Till the World Ends op het internet. Het was een samenwerking van Minaj, Ke$ha en Britney Spears, van wie het nummer oorspronkelijk is.
Als vijfde single bracht Nicki Super Bass uit. Dit was de grootste hit van het album en behaalde acht keer platina. De volgende single werd Did It On'em en werd uitgebracht op 7 april 2011. De voorlaatste single van het album werd Girls Fall Like Dominoes. Op 30 augustus kwam een duet met Rihanna uit als single, Fly.

### 2012-2013: Roman Reloaded en The Re-Up

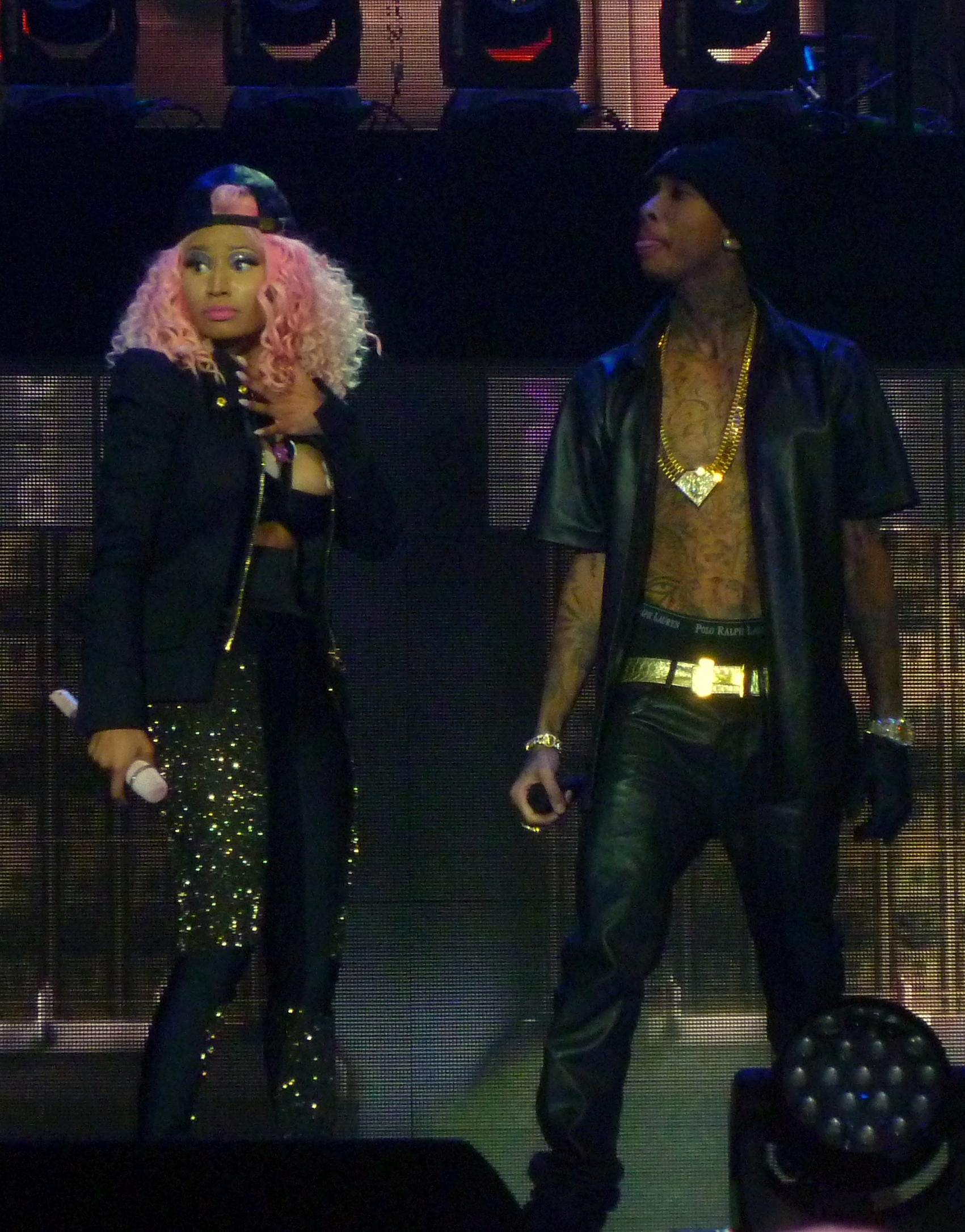
Nicki Minaj met Tyga in London, op 30 oktober 2012

In 2011 werkte Nicki Minaj aan een tweede soloalbum. Op 23 november 2011 werd bekendgemaakt dat het album Pink Friday: Roman Reloaded zou heten en dat het op 14 februari 2012 in de winkels verkrijgbaar zou zijn. Enkele weken later werd bekend dat het album was uitgesteld tot 3 april 2012. Stupid Hoe is een promotiesingle op Minaj' tweede album. De eerste single van Pink Friday: Roman Reloaded, Starships, kwam uit op 14 februari 2012. Verder staan singles Roman in Moscow en Turn Me On op het album. Uiteindelijk is het album gemaakt in samenwerking met onder anderen: Rick Ross, Nas, Drake, Young Jeezy, Bobby Brown, Chris Brown, Lil Wayne, Cam'ron, Beenie Man en 2 Chainz.
Tijdens de Grammy Awards trad Nicki Minaj op en zong het nummer Roman Holiday. Op 27 maart 2012 kwam het nummer Right By My Side uit. Dit is de tweede single van het album en is een samenwerking met Chris Brown. De derde single werd Beez in the Trap en is een samenwerking met rapper 2 Chainz. Op 31 juli 2012 bracht de zangeres haar videoclip Pound the Alarm uit, de vierde single. Op 24 juli 2012 verscheen de videoclip van I Am Your Leader met onder anderen Cam'ron en Rick Ross. De laatste single die werd uitgebracht was het nummer Va Va Voom, oorspronkelijk bedoeld als leadsingle van het album.
Minaj maakte bekend dat er een nieuwe versie kwam van haar laatste album, Pink Friday Roman Reloaded – Re-Up. De eerste single genaamd The Boys, een samenwerking met zangeres Cassie, verscheen op 13 september 2012. Als tweede single werd Freedom uitgebracht op 2 november 2012. Marilyn Monroe, de derde single van het album, werd uitgebracht op 17 december 2012. High School, een samenwerking met Lil Wayne, verscheen als vierde single op 16 april 2013 en piekte op nummer 20 in de Billboard Hot R&B/Hip-Hop hitlijst.
In 2012 maakte Nicki Minaj bekend dat ze jurylid was in het twaalfde seizoen van American Idol. Ze zetelde naast Mariah Carey, Keith Urban en Randy Jackson. Nicki en Mariah kregen veel media-aandacht na een gelekte video waarin te zien is hoe de twee in een argument verzeild raken.
In november 2012 was Nicki Minaj te zien in een driedelige documentaireserie van E! genaamd Nicki Minaj: My Truth.
Nicki werd aangeklaagd door Clive Tanaka, een artiest uit Chicago, omwille van schending van de auteursrechten in haar hitsingle Starships. Op 30 december 2013 bracht ze een freestyle rap uit op Soundcloud van het nummer Boss *ss B*tch van PTAF. Deze werd later verwijderd van haar account omwille van copyright.

### 2014-2016: The Other Woman en The Pinkprint
Nicki Minaj verscheen in haar eerste speelfilm The Other Woman. Opnames begonnen in het voorjaar van 2013 en de film verscheen op 25 april 2014. Minaj speelt in de film Lydia, de assistent van Carly (gespeeld door Cameron Diaz).
Minaj bracht enkele freestyle raps uit op Soundcloud in de eerste helft van 2014 waaronder Danny Glover van Young Thug, gevolgd door Chi-Raq met Lil Herb en ten slotte Yasss Bish op 3 mei 2014. Yasss Bish is een samenwerking met Soulja Boy, die het nummer ook geproduceerd heeft. Op 3 augustus bracht Beyoncé een remix uit samen met Minaj van Flawless, een nummer van Beyonce's laatste album.
Op 12 februari 2014 verscheen de videoclip van Lookin Ass. De video werd geregisseerd door Nabil. Het nummer maakte deel uit van het compilatiealbum van Young Money Entertainment genaamd Young Money: Rise of an Empire.
De eerste single van The Pinkprint was de single Pills n Potions, deze verscheen op 21 mei 2014. De single piekte op nummer 24 in de Amerikaanse Billboard hot 100. Anaconda, de tweede single, verscheen op 4 augustus 2014. Anaconda zorgde ervoor dat Minaj de eerste vrouwelijke rapper was die op nummer 1 stond in de US iTunes hitlijsten. Op hetzelfde moment stond ze ook op nummer 2 in de Billboard US Mainstream Top 40 met Bang Bang, een samenwerking met Jessie J en Ariana Grande.
Op 14 oktober 2014 won Minaj een BET Hip Hop award voor Made You Look Award. Op 5 december was Minaj genomineerd in twee categorieën op de 57e Grammy Awards, Best Rap Song (Anaconda) en Best Pop Duo/Group Performance (Bang Bang, met Jessie J en Ariana Grande).
Only kwam op 28 oktober uit als derde single van The Pinkprint, het nummer is een samenwerking met Chris Brown, Lil Wayne en Drake. Op de 2014 MTV EMA bracht Minaj een nieuw nummer genaamd Bed Of Lies, het nummer werd uitgebracht als een promo single. The Pinkprint verscheen op 15 december 2014. Het album verkocht 244.000 exemplaren in zijn eerste verkoopweek. Later werden Truffle butter en The Night is Still Young ook uitgebracht als promosingle.
Hoewel Feeling myself, een nummer op The Pinkprint, niet werd uitgebracht als single werd het nummer meer dan 500.000 keer gekocht.
Het album werd genomineerd als beste rapalbum voor de 58e Grammy Awards. De nummers Truffle Butter en Only werden genomineerd voor "Best Rap Performance" en "Best Rap Collaboration".
In november 2016 plaatste Minaj het nummer Black Barbies op haar Soundcloud. Later werd het nummer verwijderd en op iTunes geplaatst. Het nummer kwam binnen op plaats 65 in de Billboard hot 100. Dit was goed voor Minaj's 70ste opname in deze lijst, wat haar een van de best genoteerde artiesten maakt.

### 2017-2019: Queen
Op 26 januari 2017 verscheen het nummer Run up, een nummer van Major Lazer waarop Minaj en PartyNextDoor te horen waren.
In februari kwam het nummer Swalla uit waarop Minaj samenwerkte met Jason Derülo en Ty Dolla Sign. De videoclip van het nummer is ruim 1 miljard keer bekeken op Youtube. Op 10 maart 2017 bracht Minaj het nummer No frauds uit. Op dit nummer zijn ook rappers Lil Wayne en Drake te horen. Op 19 mei 2017 kwam het nummer Swish Swish uit, een samenwerking met zangeres Katy Perry. Eind 2017 bracht Minaj samen met Migos en rapper Cardi B het nummer Motorsport uit.
Op 12 april 2018 kwamen na een pauze van enkele maanden de nummers Chun-Li en Barbie Tingz uit. Chun-Li haalde de top 10 van de Billboard Hot 100 in de Verenigde Staten. Hiermee was Minaj de vrouw met de meeste Billboard Hot 100 hits in 58 jaar. Op 14 juni 2018 kwam het nummer Bed uit. Hierop is ook Ariana Grande te horen. Een aantal dagen later volgde een ander nummer met Grande, The Light is Coming. Dit nummer is te horen op Grande's album Sweetener. Op 10 augustus 2018 bracht Minaj haar vierde studioalbum Queen uit. Het album telt 19 nummers. Op de plaat zijn ook Lil Wayne, The Weeknd, Ariana Grande, Labrinth, Eminem, Swae Lee, Foxy Brown, Future en 6ix9ine te horen. De leadsingle van het album is het nummer Chun-Li.
Op 5 september 2019 liet Nicki Minaj via Twitter aan haar fans weten te stoppen met muziek, en zich te focussen op haar gezin. Deze verklaring werd later ingetrokken.

## Muziek, stijl en imago

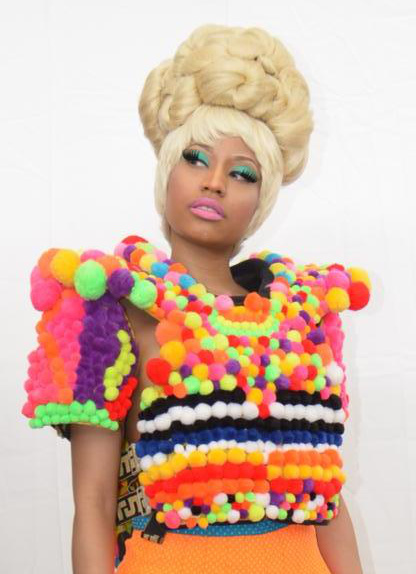
Minaj staat onder andere bekend om haar kostuums, make-up en pruiken

### Imago
In een interview legde ze uit waarom ze vaak met seksualiteit geassocieerd werd: "Toen ik opgroeide heb ik altijd vele vrouwen seksuele dingen zien doen, en ik dacht dat ik dit ook moest doen. Ik dacht dat sexy zijn essentieel was om succes te hebben. Maar ik heb inmiddels geleerd dat dat helemaal niet hoeft." In een ander interview legde ze uit: "Ik heb bewust de seksualiteit in mijn werk proberen te verminderen. Ik wil dat vooral jonge meisjes weten dat het in het leven niet allemaal om sexappeal gaat. Je moet meer dan dat hebben om je aan iets vast te kunnen klampen."
In de beginjaren van haar carrière heeft ze veel alter ego's gehad en stond ze bekend om haar bijzondere kleding, pruiken en extravagante make-up. Na een korte pauze in 2014, verscheen ze met een ingetogener uiterlijk op de rode loper van de MTV Movie Awards van dat jaar.
Minaj sprak in 2015 over feminisme in een interview met Vogue: "Er zijn dingen die ik doe waar feministen niet van houden, en er zijn dingen die ik doe waar ze wel van houden, ik geef mijzelf geen label".
Minaj staat er verder om bekend een uitgesproken mening te hebben en altijd achter haar mening te blijven staan. Mede hierdoor heeft ze met een aantal bekende figuren als Miley Cyrus, Mariah Carey en Cardi B ruzie gehad in het verleden.

### Alter ego's
Minaj' jeugd is nooit makkelijk geweest bij haar constant ruziënde ouders. Om te ontsnappen aan haar problemen bedacht ze alter ego's om haar situatie een stuk draaglijker te maken. Haar eerste alter ego was 'Cookie'. Vervolgens 'Harajuku Barbie' en daarna werd dat vooral 'Nicki Minaj' en Nicki Lewinsky. Fantasie werd zo haar realiteit. Voor haar debuutalbum maakte ze een ander alter ego, genaamd 'Roman Zolanski'. Ze beweert dat in een nummer als Bottoms Up niet zij, maar Roman degene was die aan het rappen was. Roman is vergelijkbaar met Eminems alter ego 'Slim Shady'. In het nummer Roman's Revenge werden zelfs beide personages gebruikt.

### Invloeden
Nicki Minaj heeft gezegd dat haar muzikale invloeden vooral van artiesten als Lisa Lopes, Missy Elliott, Lil Wayne, Lauryn Hill, Jadakiss, Natasha Bedingfield, Foxy Brown en Jay-Z komen, maar ook artiesten als Britney Spears, Lady Gaga, Madonna, Janet Jackson en Marilyn Monroe.

## Discografie

### Albums
- 2007: Playtime Is Over (mixtape)
- 2008: Sucka Free (mixtape)
- 2009: Beam Me Up Scotty (mixtape)
- 2010: Pink Friday
- 2012: Pink Friday: Roman Reloaded
- 2012: Pink Friday: Roman Reloaded – The Re-Up
- 2014: The Pinkprint
- 2018: Queen
- 2023: Pink Friday 2

| Album met eventuele hitnotering(en) in de Nederlandse Album Top 100 | Datum van verschijnen | Datum van binnenkomst | Hoogste positie | Aantal weken | Opmerkingen |
| ------------------------------------------------------------------- | --------------------- | --------------------- | --------------- | ------------ | ----------- |
| Pink Friday: Roman Reloaded                                         | 02-04-2012            | 07-04-2012            | 24              | 22           |             |
| The Pinkprint                                                       | 2014                  | 20-12-2014            | 32              | 6            |             |
| Queen                                                               | 10-08-2018            | 18-08-2018            | 8               | 9            |             |

| Album met hitnotering(en) in de Vlaamse Ultratop 200 albums | Datum van verschijnen | Datum van binnenkomst | Hoogste positie | Aantal weken | Opmerkingen |
| ----------------------------------------------------------- | --------------------- | --------------------- | --------------- | ------------ | ----------- |
| Pink Friday                                                 | 19-11-2010            | 26-02-2011            | 81              | 4            |             |
| Pink Friday: Roman Reloaded                                 | 02-04-2012            | 14-04-2012            | 23              | 35           |             |
| Pink Friday: Roman Reloaded – The Re-Up                     | 19-11-2012            | 08-12-2012            | 84              | 5            |             |
| The Pinkprint                                               | 15-12-2014            | 27-12-2014            | 46              | 23           |             |
| Queen                                                       | 10-08-2018            | 18-08-2018            | 11              | 15           |             |

### Singles
| Single met eventuele hitnotering(en) in de Nederlandse Top 40 | Datum van verschijnen | Datum van binnenkomst | Hoogste positie | Aantal weken | Opmerkingen                                                                  |
| ------------------------------------------------------------- | --------------------- | --------------------- | --------------- | ------------ | ---------------------------------------------------------------------------- |
| Check It Out                                                  | 03-09-2010            | 30-10-2010            | 27              | 5            | met Will.i.am / Nr. 67 in de Single Top 100 / Alarmschijf                    |
| Where them girls at                                           | 02-05-2011            | 14-05-2011            | 28              | 5            | met David Guetta & Flo Rida / Nr. 18 in de Single Top 100                    |
| Super bass                                                    | 05-04-2011            | -                     |                 |              | Nr. 82 in de Single Top 100                                                  |
| Turn me on                                                    | 14-12-2011            | 07-01-2012            | 26              | 6            | met David Guetta / Nr. 68 in de Single Top 100                               |
| Give me all your luvin'                                       | 03-02-2012            | 18-02-2012            | 18              | 6            | met Madonna & M.I.A. / Nr. 2 in de Single Top 100                            |
| Starships                                                     | 14-02-2012            | 12-05-2012            | 4               | 20           | Nr. 5 in de Single Top 100                                                   |
| Pound the alarm                                               | 12-06-2012            | 15-09-2012            | 34              | 4            | Nr. 30 in de Single Top 100                                                  |
| Girl on fire                                                  | 04-09-2012            | 22-09-2012            | 5               | 25           | met Alicia Keys / Nr. 5 in de Single Top 100 / Alarmschijf                   |
| Beauty and a beat                                             | 24-10-2012            | 10-11-2012            | tip1            | -            | met Justin Bieber / Nr. 43 in de Single Top 100                              |
| Moment 4 life                                                 | 07-12-2010            | 12-01-2013            | tip9            | -            | met Drake / Nr. 51 in de Single Top 100                                      |
| Freaks                                                        | 14-02-2013            | -                     |                 |              | met French Montana / Nr. 77 in de Single Top 100                             |
| High school                                                   | 16-04-2013            | -                     |                 |              | met Lil Wayne / Nr. 83 in de Single Top 100                                  |
| Bang bang                                                     | 2014                  | 16-08-2014            | 6               | 20           | met Jessie J & Ariana Grande / Nr. 7 in de Single Top 100                    |
| Anaconda                                                      | 2014                  | 04-10-2014            | 30              | 5            | Nr. 38 in de Single Top 100                                                  |
| She came to give it to you                                    | 2014                  | -                     |                 |              | met Usher / Nr. 95 in de Single Top 100                                      |
| Hey mama                                                      | 2015                  | 23-05-2015            | 12              | 20           | met David Guetta & Afrojack / Nr. 10 in de Single Top 100                    |
| All eyes on you                                               | 2015                  | -                     |                 |              | met Meek Mill & Chris Brown / Nr. 82 in de Single Top 100                    |
| Back together                                                 | 2015                  | 22-08-2015            | tip12           | -            | met Robin Thicke                                                             |
| Side to side                                                  | 2016                  | 17-09-2016            | 11              | 18           | met Ariana Grande / Nr. 11 in de Single Top 100                              |
| Run up                                                        | 2017                  | 18-02-2017            | 16              | 10           | met Major Lazer & PartyNextDoor / Nr. 14 in de Single Top 100                |
| Swalla                                                        | 24-02-2017            | 08-04-2017            | 6               | 17           | met Jason Derulo & Ty Dolla Sign / Nr. 5 in de Single Top 100                |
| Light my body up                                              | 2017                  | 01-04-2017            | tip19           | -            | met David Guetta & Lil Wayne                                                 |
| Kissing strangers                                             | 2017                  | 22-04-2017            | tip5            | -            | met DNCE                                                                     |
| Swish Swish                                                   | 2017                  | 24-06-2017            | 28              | 5            | met Katy Perry / Nr. 53 in de Single Top 100                                 |
| Ball for me                                                   | 2018                  | -                     |                 |              | met Post Malone / Nr. 61 in de Single Top 100                                |
| Bed                                                           | 2018                  | 07-07-2018            | tip12           | -            | met Ariana Grande / Nr. 47 in de Single Top 100                              |
| The light is coming                                           | 2018                  | -                     |                 |              | met Ariana Grande / Nr. 81 in de Single Top 100                              |
| Fefe                                                          | 2018                  | 04-08-2018            | tip2            | -            | met 6ix9ine & Murda Beatz / Nr. 14 in de Single Top 100                      |
| Idol                                                          | 2018                  | -                     |                 |              | met BTS / Nr. 96 in de Single Top 100                                        |
| Goodbye                                                       | 2018                  | 06-10-2018            | 10              | 12           | met Jason Derulo, David Guetta & Willy William / Nr. 16 in de Single Top 100 |
| Woman like me                                                 | 2018                  | 03-11-2018            | 27              | 6            | met Little Mix / Nr. 27 in de Single Top 100                                 |
| Mama                                                          | 2018                  | -                     |                 |              | met 6ix9ine / Nr. 63 in de Single Top 100                                    |
| Tusa                                                          | 2019                  | 04-01-2020            | tip25*          |              | met Karol G                                                                  |
| Super Freaky Girls                                            | 2022                  | 23-09-2022            | 35              | 3            |                                                                              |

| Single met hitnotering(en) in de Vlaamse Ultratop 50 | Datum van verschijnen | Datum van binnenkomst | Hoogste positie | Aantal weken | Opmerkingen                                                                  |
| ---------------------------------------------------- | --------------------- | --------------------- | --------------- | ------------ | ---------------------------------------------------------------------------- |
| 2012 (It ain't the end)                              | 2010                  | 02-10-2010            | tip22           | -            | met Jay Sean                                                                 |
| Check it out!                                        | 2010                  | 06-11-2010            | tip4            | -            | met Will.i.am                                                                |
| Bottoms up                                           | 2010                  | 29-01-2011            | tip13           | -            | met Trey Songz                                                               |
| Moment 4 life                                        | 2011                  | 26-02-2011            | tip23           | -            | met Drake                                                                    |
| Where them girls at                                  | 2011                  | 14-05-2011            | 4               | 20           | met David Guetta & Flo Rida / Goud                                           |
| Super bass                                           | 2011                  | 03-06-2011            | tip3            | -            |                                                                              |
| Fly                                                  | 2011                  | 17-09-2011            | tip24           | -            | met Rihanna                                                                  |
| Fireball                                             | 2011                  | 31-12-2011            | tip58           | -            | met Willow Smith                                                             |
| Turn me on                                           | 2011                  | 11-02-2011            | 23              | 17           | met David Guetta                                                             |
| Give me all your luvin'                              | 2012                  | 11-02-2012            | 5               | 10           | met Madonna & M.I.A. / Nr. 7 in de Radio 2 Top 30                            |
| Starships                                            | 2012                  | 28-04-2012            | 5               | 21           | Goud                                                                         |
| Pound the alarm                                      | 2012                  | 25-08-2012            | 14              | 11           |                                                                              |
| Girl on fire                                         | 2012                  | 29-09-2012            | 6               | 28           | met Alicia Keys / Goud                                                       |
| Beauty and a beat                                    | 2012                  | 27-10-2012            | 21              | 17           | met Justin Bieber                                                            |
| Va va voom                                           | 2012                  | 10-11-2012            | tip6            | -            |                                                                              |
| The boys                                             | 2012                  | 29-12-2012            | tip54           | -            | met Cassie                                                                   |
| High school                                          | 2013                  | 13-04-2013            | tip11           | -            | met Lil Wayne                                                                |
| I'm out                                              | 2013                  | 13-072013             | tip31           | -            | met Ciara                                                                    |
| Get like me                                          | 2013                  | 17-08-2013            | tip23           | -            | met Nelly & Pharrell                                                         |
| Love more                                            | 2013                  | 24-08-2013            | tip24           | -            | met Chris Brown                                                              |
| Pills n potions                                      | 2014                  | 14-06-2014            | tip14           | -            |                                                                              |
| Bang bang                                            | 2014                  | 09-08-2014            | 14              | 19           | met Jessie J & Ariana Grande / Nr. 12 in de Radio 2 Top 30                   |
| Anaconda                                             | 2014                  | 09-08-2014            | 22              | 10           |                                                                              |
| She came to give it to you                           | 2014                  | 20-09-2014            | 34              | 10           | met Usher / Nr. 21 in de Radio 2 Top 30                                      |
| Only                                                 | 2014                  | 15-11-2014            | tip39           | -            | met Drake, Lil Wayne en Chris Brown                                          |
| Bed of lies                                          | 2014                  | 13-12-2014            | tip50           | -            | met Skylar Grey                                                              |
| Feeling myself                                       | 2014                  | 17-01-2015            | tip75           | -            | met Beyoncé                                                                  |
| Touchin, lovin                                       | 2014                  | 14-02-2015            | tip82           | -            | met Trey Songz                                                               |
| Flawless remix                                       | 2014                  | 14-02-2015            | tip89           | -            | met Beyoncé                                                                  |
| Hey mama                                             | 2014                  | 25-04-2015            | 9               | 18           | met David Guetta & Afrojack / 2x Platina                                     |
| Bitch I'm Madonna                                    | 2014                  | 27-06-2015            | tip50           | -            | met Madonna                                                                  |
| All eyes on you                                      | 2015                  | 08-08-2015            | tip19           | -            | met Meek Mill & Chris Brown                                                  |
| Back together                                        | 2015                  | 22-08-2015            | tip14           | -            | met Robin Thicke                                                             |
| No broken hearts                                     | 2016                  | 23-04-2016            | tip26           | -            | met Bebe Rexha                                                               |
| Side to side                                         | 2016                  | 10-09-2016            | 23              | 14           | met Ariana Grande / Goud                                                     |
| Run up                                               | 2017                  | 11-02-2017            | 31              | 12           | met Major Lazer & PartyNextDoor                                              |
| Bom bidi bom                                         | 2017                  | 22-02-2017            | tip             | -            | met Nick Jonas                                                               |
| No frauds                                            | 2017                  | 18-03-2017            | tip             | -            | met Drake & Lil Wayne                                                        |
| Light my body up                                     | 2017                  | 01-04-2017            | tip6            | -            | met David Guetta & Lil Wayne                                                 |
| Swalla                                               | 2017                  | 15-04-2017            | 9               | 18           | met Jason Derulo & Ty Dolla $ign / Nr. 12 in de Radio 2 Top 30 / Platina     |
| Kissing strangers                                    | 2017                  | 29-04-2017            | tip             | -            | met DNCE                                                                     |
| Swish swish                                          | 2017                  | 03-06-2017            | tip3            | -            | met Katy Perry                                                               |
| You already know                                     | 2017                  | 09-09-2017            | tip             | -            | met Fergie                                                                   |
| MotorSport                                           | 2017                  | 11-11-2017            | tip             | -            | met Migos & Cardi B                                                          |
| Chun-Li                                              | 2018                  | 21-04-2018            | tip             | -            |                                                                              |
| Barbie Tingz                                         | 2018                  | 21-04-2018            | tip             | -            |                                                                              |
| Bed                                                  | 2018                  | 23-06-2018            | tip6            | -            | met Ariana Grande                                                            |
| The light is coming                                  | 2018                  | 30-06-2018            | tip             | -            | met Ariana Grande                                                            |
| Boo'd up (Remix)                                     | 2018                  | 14-07-2018            | tip12           | -            | met Ella Mai & Quavo                                                         |
| Party like a rockstar                                | 2018                  | 21-07-2018            | tip             | -            | met Shane Hendrix                                                            |
| Fefe                                                 | 2018                  | 28-07-2018            | tip1            | -            | met 6ix9ine                                                                  |
| Barbie dreams                                        | 2018                  | 18-08-2018            | tip             | -            |                                                                              |
| Idol                                                 | 2018                  | 01-09-2018            | tip26           | -            | met BTS                                                                      |
| Goodbye                                              | 2018                  | 08-09-2018            | 20              | 13           | met Jason Derulo, David Guetta & Willy William / Nr. 20 in de Radio 2 Top 30 |
| Woman like me                                        | 2018                  | 03-11-2018            | 23              | 15           | met Little Mix                                                               |
| Dip                                                  | 2018                  | 10-11-2018            | tip             | -            |                                                                              |
| No candle no light                                   | 2018                  | 01-12-2018            | tip             | -            | met Zayn / Nr. 19 in de Radio 2 Top 30                                       |
| Familia                                              | 2019                  | 26-01-2019            | tip             | -            | met Anuel AA & Bantu                                                         |
| Megatron                                             | 2019                  | 29-06-2019            | tip             | -            |                                                                              |
| Hot Girl Summer                                      | 2019                  | 17-08-2019            | tip             | -            | met Megan Thee Stallion & Ty Dolla $ign                                      |
| Bad To You                                           | 2019                  | 09-11-2019            | tip             | -            | met Ariana Grande & Normani                                                  |
| Tusa                                                 | 2019                  | 07-12-2019            | tip7            | -            | met Karol G                                                                  |
| Trollz                                               | 2020                  | 20-06-2020            | tip12           | -            | met 6ix9ine                                                                  |
| Oh My Gawd                                           | 2020                  | 19-09-2020            | tip             | -            | met Mr Eazi, Major Lazer & K4mo                                              |

## Tournees
- Pink Friday Tour
- Pink Friday: Roman Reloaded Tour
- The Pinkprint Tour
- The Nicki Wrld Tour with Juice Wrld
- Pink Friday2 WORLD TOUR